# Коле Паганело (Анкона)
Коле Паганело је насеље у Италији у округу Анкона, региону Марке.
Према процени из 2011. у насељу је живело 190 становника. Насеље се налази на надморској висини од 456 м.